# Новошумне
Новошу́мне (каз. Новошумное) — село у складі Федоровського району Костанайської області Казахстану. Адміністративний центр та єдиний населений пункт Новошумної сільської адміністрації.
Населення — 959 осіб (2021; 1086 у 2009, 1342 у 1999, 1482 у 1989).